# Yaquis de Obregón
Uniformes
Yaquis de Obregón est un club mexicain de baseball évoluant en Ligue mexicaine du Pacifique. Fondé en 1970, le club basé à Ciudad Obregón dispute ses matchs à domicile à l'Estadio Tomás Oroz Gaytán, enceinte de 13 000 places assises inaugurée en octobre 1971.
Les Yaquis comptent cinq titres domestiques d'hiver et sont tenants du titre. Ils remportent de plus la Série des Caraïbes 2011.

## Palmarès
- Champion de la Ligue mexicaine du Pacifique (4) : 1973, 1981, 2008, 2011, 2012, 2013
- Champion de la Ligue hivernale de Sonora (1) : 1966
- Vainqueur de la Série des Caraïbes 2011 (1) : 2011, 2013

## Histoire
Un premier club est fondé en 1947 et évolue jusqu'en 1971 à l'Estadio Álvaro Obregón. En 1950, le club abandonne son nom d'Arrocerros et adopte celui de Yaquis. Les Yaquis sont membres de la Ligue hivernale de Sonora depuis 1958, et le club fêta en 2007 le cinquantenaire de cet évènement.
Sous la conduite du manager Manuel Magallón, les Yaquis remporte le titre de la Ligue hivernale de Sonora en 1965-1966. Ils affichent cette saison-là 48 victoires pour 32 défaites.
L'ouverture de l'Estadio Tomás Oroz Gaytán en 1971 coïncide avec les débuts de la Ligue mexicaine du Pacifique. Les Yaquis enlèvent quatre fois le titre de cette ligue hivernale. En 1972-1973, avec Dave Garcia au poste de manager, le titre est remporté malgré une performance moyenne en saison régulière avec 45 victoires pour 40 défaites. En 1980-1981, Obregón remporte son troisième titre national hivernal après avoir dominé la saison régulière (50-34) sous la houlette de Lee Sigman. Le 27 janvier 2008, les Yaquis fêtent un nouveau titre en s'imposant en série finale (4-1) face aux Venados de Mazatlán. Le manager en charge était Homar Rojas. Dernier succès en 2011 à la suite d'une série finale du championnat qui se dispute en sept matchs. Contre les Algodoneros de Guasave, Obregón gagne les deux premiers matchs à domicile, puis laisse ses adversaires s'imposer sur leurs terres. La partie décisive se tient le 29 janvier 2011. Obregón enlève la décision (5-2).
En Série des Caraïbes, les Yaquis enregistrent une victoire pour cinq défaites en 1973, et deux victoires pour quatre défaites en 2008. La Série fut annulée en 1981. Le triomphe arrive en 2011. Obregón remporte quatre victoires pour deux défaites et enlève le tournoi.